# Montjuïc

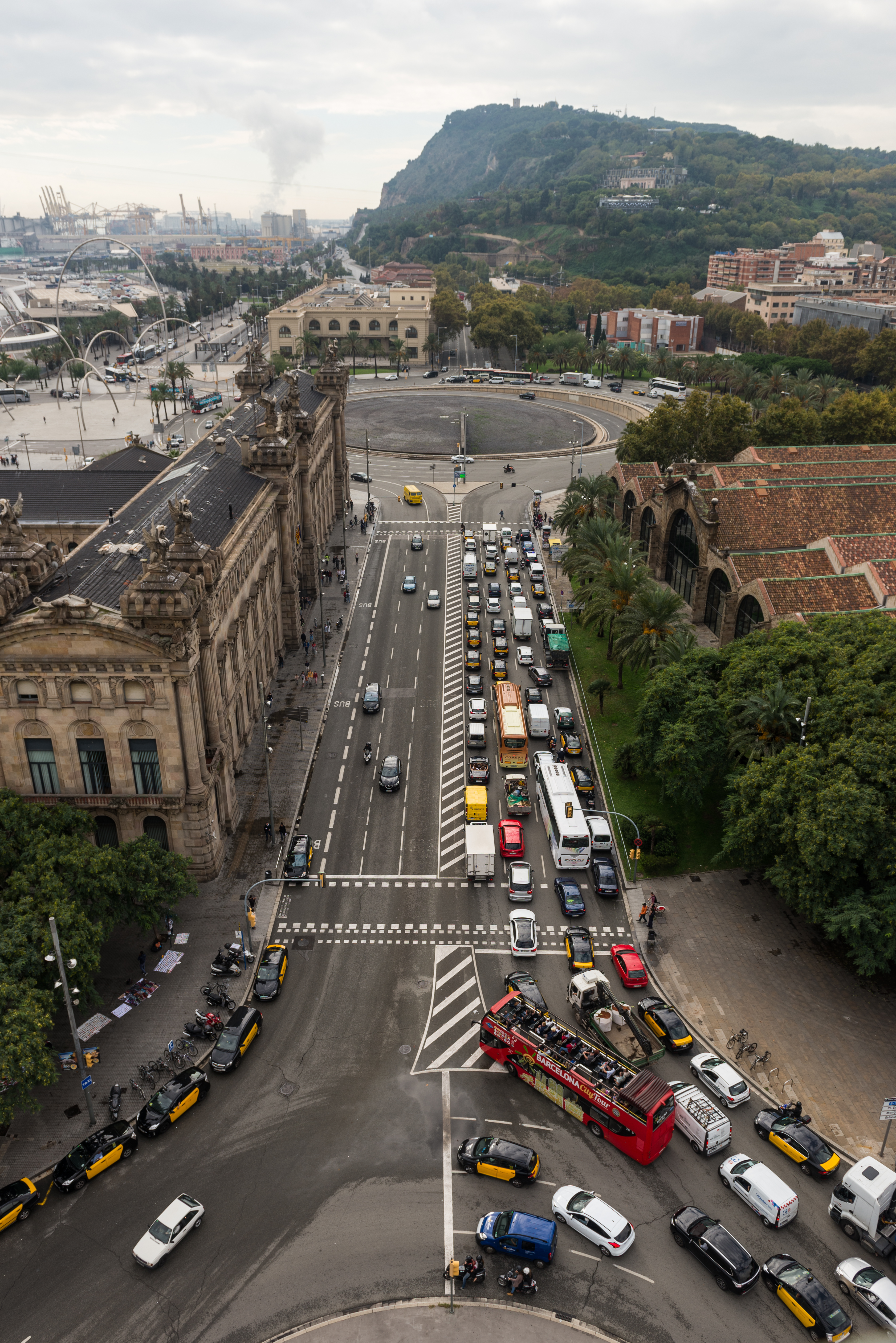
Montjuïc in Verlängerung der Hafenpromenade

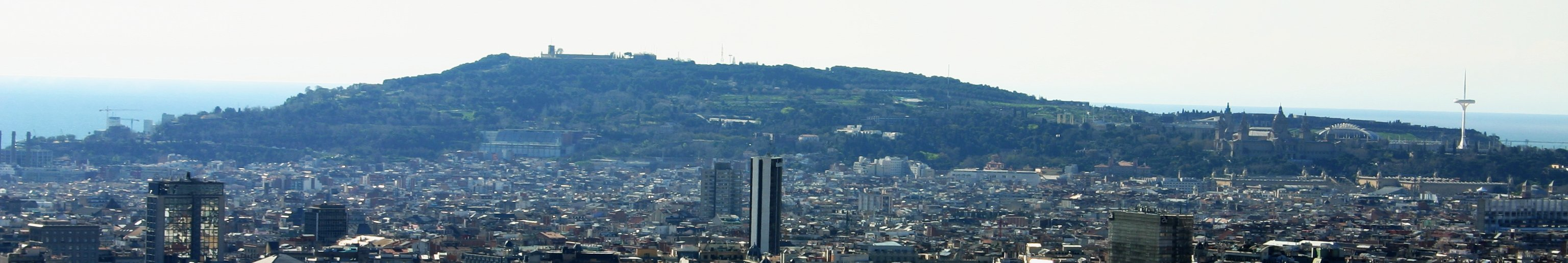
Blick von der Stadt auf den Montjuïc

Blick vom Montjuïc auf Barcelona

Der 173 Meter hohe Montjuïc (katalanisch [munʒu'ik], gelegentlich auch in veralteter Schreibweise Montjuich geschrieben) ist (zusammen mit dem Tibidabo) einer der beiden Hausberge der katalanischen Hauptstadt Barcelona. Auf ihm wurden sowohl die Weltausstellung des Jahres 1929 als auch Weltmeisterschaftsläufe für Formel 1 und Motorräder auf dem Circuit de Montjuïc sowie die Olympischen Sommerspiele 1992 ausgetragen. Er ist aufgrund seiner Sehenswürdigkeiten und seiner Parks seit jeher ein Anziehungspunkt für Touristen und Einheimische und unter anderem mit der Montjuïc-Standseilbahn und der Hafenseilbahn erreichbar.

## Bedeutung des Namens
Die Bedeutung des Namens „Montjuïc“ ist nicht genau bekannt und bis heute umstritten. Es konkurrieren zwei Bezeichnungen: Zum einen ließe er sich als „Berg des Jupiter“ (von lat. Mons Jovis) übersetzen, zum anderen allerdings auch als „Berg der Juden“ (vom mittelalterlichen Katalanisch Mont juïc = „Jüdischer Berg“, da sich ein jüdischer Friedhof auf der Ostseite des Berges befand).

## Sehenswürdigkeiten

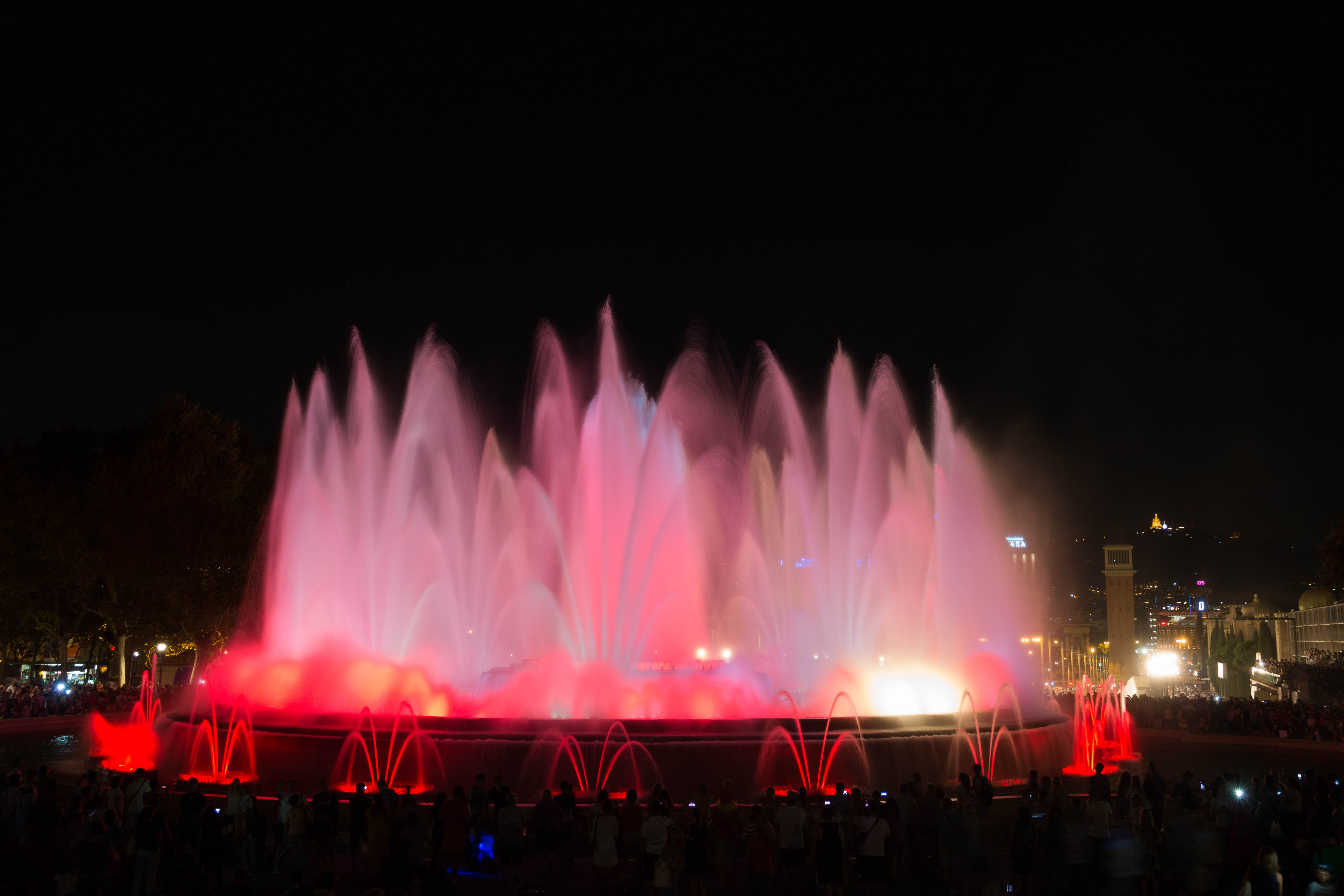
Der Brunnen Font Màgica

Zu den Bauwerken der Weltausstellung 1929 zählt der Brunnen Font Màgica, dessen Wasserspiele am Freitag und Samstag farbig beleuchtet werden.
An diesem Platz stand bis 1928 das Monument Quatre Columnes (‚Vier Säulen‘). Hier befindet sich auch das große Museum Museu Nacional d’Art de Catalunya (MNAC), das eine Vielzahl von Werken bekannter katalanischer Künstler beherbergt.
In größerer Höhe liegen die Parks des Montjuïc mit zahlreichen Pflanzen und Tierarten sowie das Olympiagelände mit dem Olympiastadion Estadi Olímpic Lluís Companys. Unweit des Stadions befindet sich ein Museum, das sich den Olympischen Spielen von 1992 widmet.
Auf dem Montjuïc befinden sich auch das Museum des berühmten katalanischen Künstlers Joan Miró, die Fundació Joan Miró und ein Kastell aus dem Jahre 1751, von dem man einen guten Blick auf die Stadt sowie auf den Hafen hat. Am Südhang des Montjuïc liegt der große städtische Friedhof Cementiri de Montjuïc, auf dem unter anderem die Gräber von Joan Miró, Francesc Ferrer i Guàrdia und der anarchistischen und antifaschistischen Kämpfer im spanischen Bürgerkrieg Francisco Ascaso und Buenaventura Durruti zu sehen sind.
Ebenfalls auf dem Montjuïc befindet sich der botanische Garten von Barcelona – der sogenannte Jardí Botànic de Barcelona. Der Garten wurde 1999 eröffnet und beherbergt auf 14 Hektar rund 1.500 Pflanzenarten.

### Castell de Montjuïc

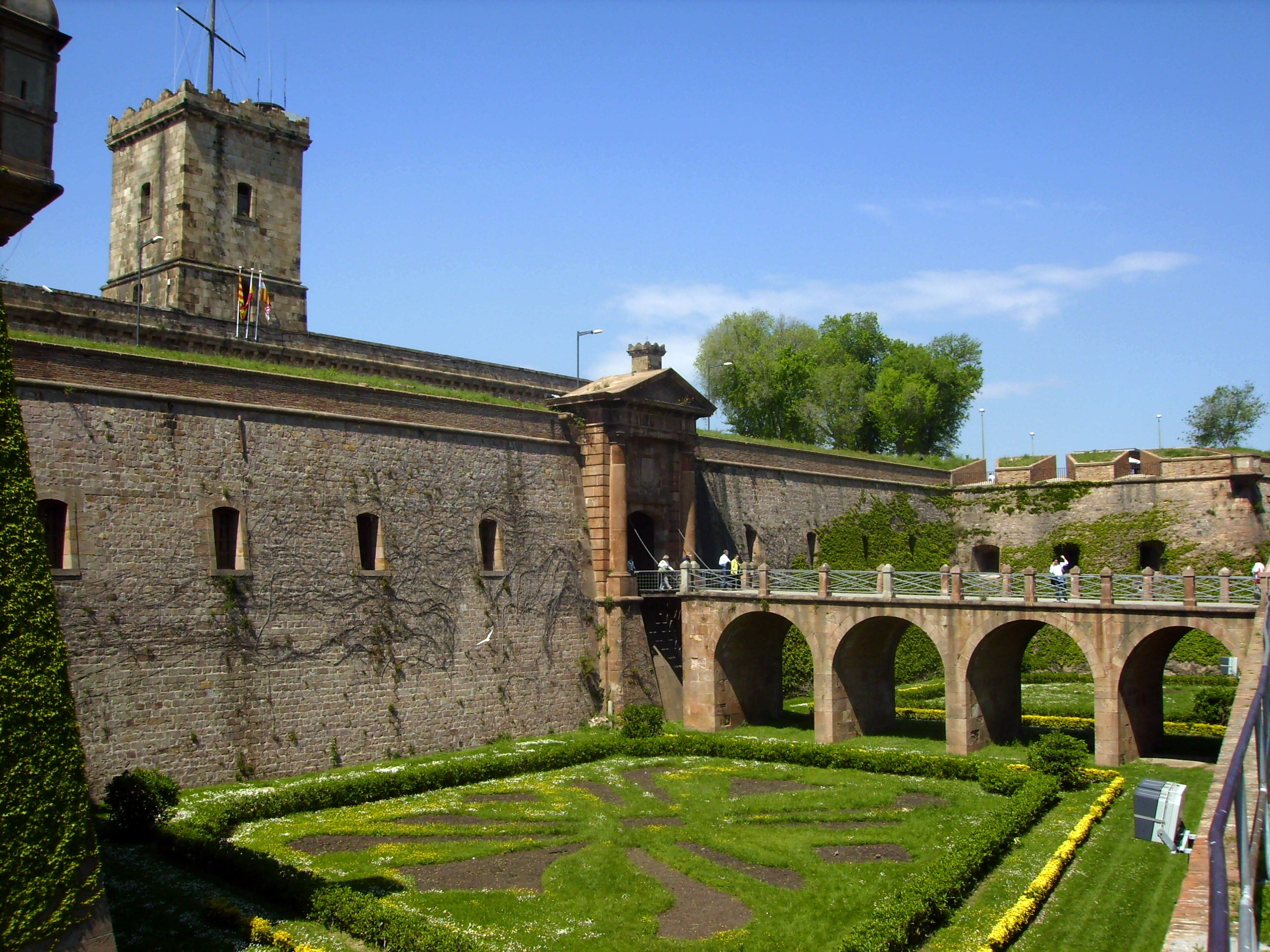
Zwinger der Festung und Haupteingang

Barcelonas Festung Castell de Montjuïc wirkte als Schutz des Hafens und der Stadt, aber auch als Zwingburg fremder Herrschaft über die Stadtbewohner. Denn erst seit 2007 befindet sich das Bollwerk im Besitz der Stadt und der katalanischen Regionalregierung. Bei der Belagerung von 1705 hatte die Festung eine Schlüsselstellung inne. Bei ihrer Eroberung durch die antibourbonischen Alliierten wurde Georg von Hessen-Darmstadt getötet. Die bourbonischen Herrscher in Madrid hatten Katalonien 1714 unterworfen und hielten die Burg seitdem mit Truppen besetzt. Die Festung wurde auch in den folgenden Jahrhunderten als Ausdruck von Fremdherrschaft erlebt. Im 19. Jahrhundert wurde die Stadt sogar mehrmals vom Berg aus beschossen und bombardiert, so nach dem Aufstand von November 1842.

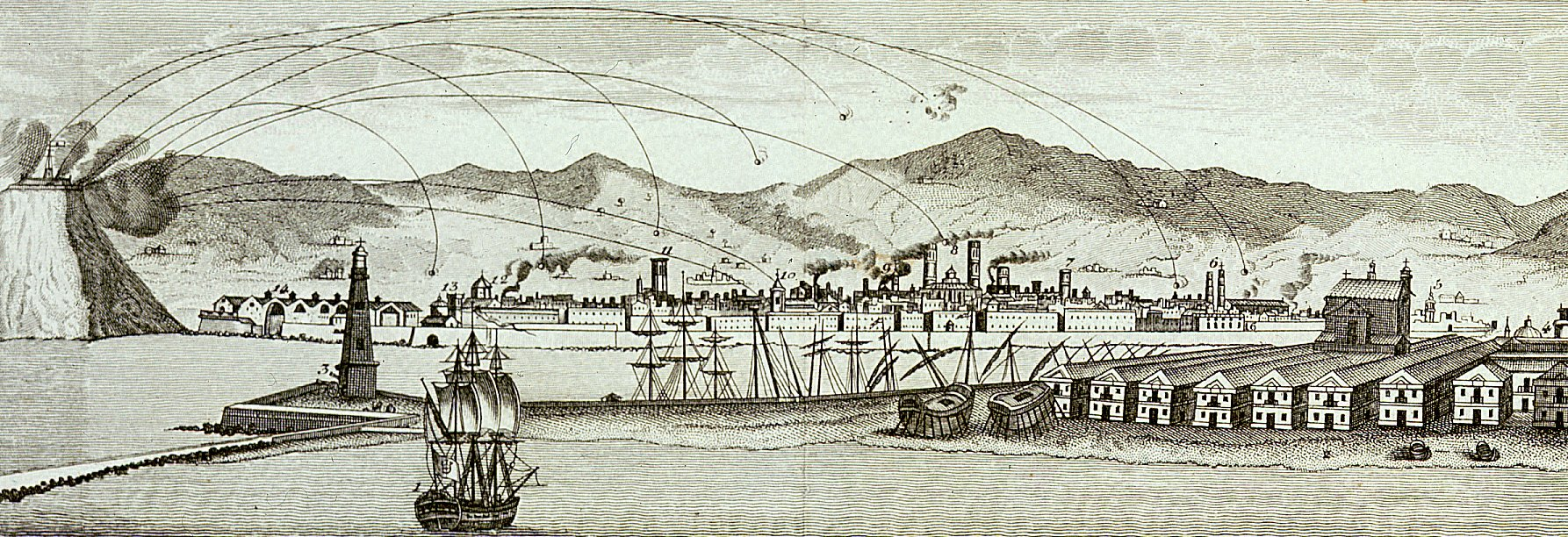
Bombardierung von Barcelona vom Castillo de Montjuic am 3. Dezember 1842

In der Zeit des Franco-Regime spielte das Kastell eine bedeutende Rolle als Ort für Inhaftierungen und Exekutionen von Personen, denen nach der franquistischen Machtübernahme der Stadt vorgeworfen wurde, für die demokratische Republik gekämpft zu haben. Mehrere katalanische Sozialisten und Politiker fielen diesen Säuberungen zum Opfer. Einer der Ermordeten war der ehemalige Präsident der Generalitat de Catalunya Lluís Companys, der 1940 von der deutschen Gestapo in Frankreich gefangen genommen und ausgeliefert worden war. Am Rande des Zentralfriedhofs der Stadt am südlichen Ende des Montjuïc liegen immer noch unter dem Gras in einem alten Steinbruch zirka 4000 Opfer des Franco-Regimes verscharrt. Dieser Steinbruch, die Pedrara de Morgas, ist heute als Fossar de la Pedrara bekannt und ebenfalls ein Andachtsort für die dort bestatteten Opfer der Bombenangriffe auf Barcelona zwischen 1937 und 1938.
Allerdings wurde 1945 auch der französische Nazi-Kollaborateur Pierre Laval hier drei Monate lang festgehalten. Später brachte der Diktator Franco in der Festung ein Museum zur Glorifizierung des Putschmilitärs unter.

### Poble Espanyol
Im Poble Espanyol, dem zur Weltausstellung gebauten Spanischen Dorf, stehen auf 49.000 Quadratmetern massive Bauten im traditionellen Stil aus allen Regionen Spaniens dicht an dicht. Hinter der aragonesischen Kirche beginnt das andalusische Gässchen, das führt zu einem katalanischen Plätzchen und so fort. Eine Spanienrundreise en Miniature.

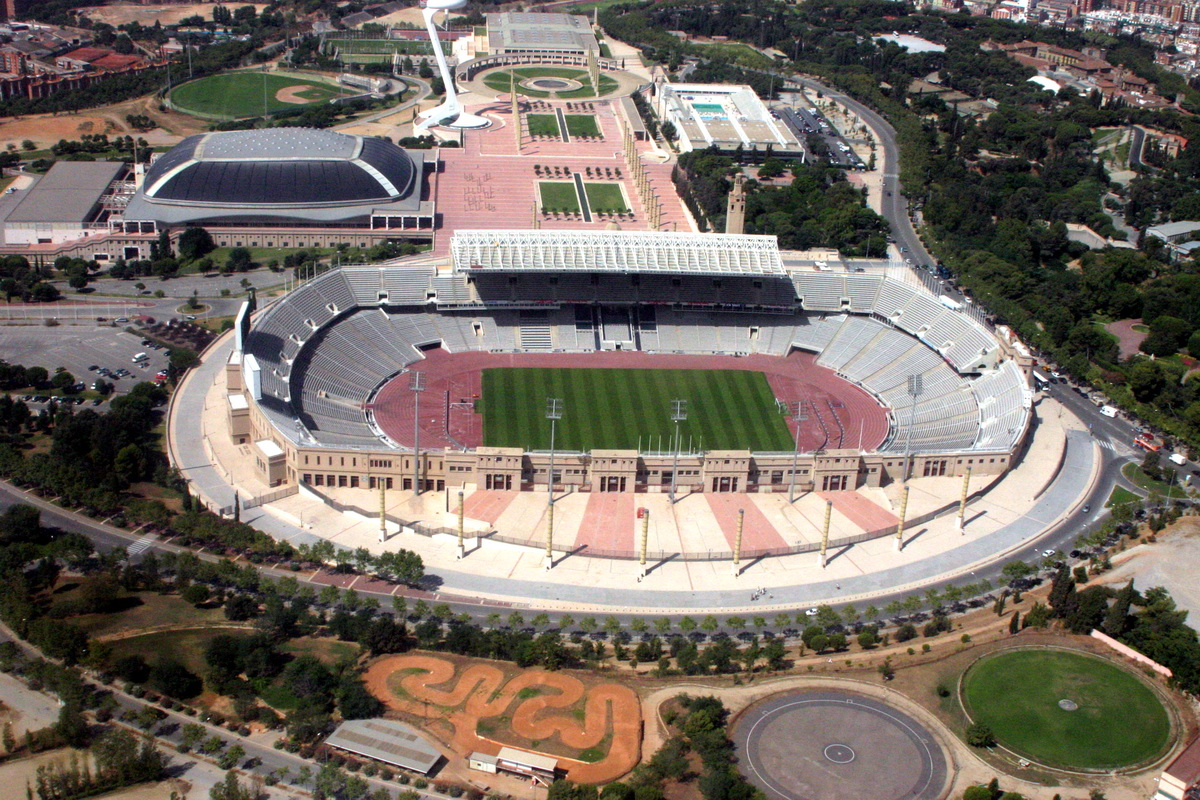
Das Estadi Olímpic Lluis Companys auf dem Montjuïc

## Sport
Auf dem Gelände des Montjuïc befindet sich das 1929 erbaute Estadi Olímpic Lluís Companys, in dem unter anderem die Olympischen Sommerspiele 1992 ausgetragen wurden und das zwischen 1997 und 2009 die Heimspiele des Fußball-Erstligisten Espanyol Barcelona und seit 2023 die Spiele des FC Barcelona beherbergte. Auch in den benachbarten Schwimmstadien und auf den Tennisanlagen finden regelmäßig internationale Großereignisse statt.
Auf der im Parc de Montjuïc gelegenen, 1933 eröffneten Motorsport-Rennstrecke Circuit de Montjuïc wurde zwischen 1969 und 1975 viermal der Große Preis von Spanien im Rahmen der Formel 1 sowie von 1951 bis 1969 der Große Preis von Spanien für Motorräder im Rahmen der Motorrad-Weltmeisterschaft ausgetragen.